# Festival de Saint-Sébastien 2007
Le festival international du film de Saint-Sébastien 2007, 55e édition du festival (55 Festival de San Sebastián ou 55 Donostiako Zinemaldia), s'est tenu du 20 au 29 septembre 2007. Avec une fréquentation d'environ 200 000 spectateurs pour les projections de plus de 200 films au programme du festival, un niveau de qualité salué par la critique et la présence de vedettes comme Samuel L. Jackson, Richard Gere, Liv Ullmann, Roberto Benigni, Demi Moore et Viggo Mortensen, l'édition 2007 a été considérée comme la meilleure des dernières éditions du festival.

## Jurés

### Jurés de la sélection officielle
- Paul Auster (président)
- Pernilla August
- Nicoletta Braschi
- Bahman Ghobadi
- Eduardo Noriega
- Susú Pecoraro (es)
- Peter Webber

### Jurés du prix nouveaux réalisateurs
- Mark Peploe (président)
- Annike Åhlund
- Carmen Castillo
- Espido Freire
- Jean-Claude Lamy
- Dennis Lim
- Pablo Malo

### Jurés du prix Horizons
- Karl Baumgartner
- Íngrid Rubio
- Iván Trujillo

### Juré du prix des6erencontresinternationales des écoles de cinéma
- Alfonso Cuarón (président)

## Films

### Sélection officielle (en compétition)
- Les Promesses de l'ombre, de David Cronenberg (États-unis)
- Battle for Haditha, de Nick Broomfield (Royaume-Uni)
- Le Cahier, de Hana Makhmalbaf (Iran-France)
- Exodus, de Pang Ho-Cheung (Hong Kong)
- Daisy diamond, de Simon Staho (en) (Danemark)
- Emotional arithmetic, de Paolo Barzman (Canada)
- Encarnación, de Anahí Berneri (Argentine)
- Free Rainer – Dein Fernseher lügt (de), de Hans Weingartner (Allemagne-Autriche)
- Shadows in the palace, de Kim Mee-jeung (Corée)
- Honeydripper, de John Sayles (États-Unis)
- La maison, de Manuel Poirier (France)
- Mataharis, de Icíar Bollaín (Espagne)
- Matar a todos, de Esteban Schroeder (Uruguay-Chili-Argentine)
- Padre Nuestro, de Christopher Zalla (Argentine)
- Siete mesas de billar francés, de Gracia Querejeta (Espagne)
- Un millier d'années de bonnes prières, de Wayne Wang (États-Unis)

### Sélection officielle (hors compétition)
- La Vie intérieure de Martin Frost, de Paul Auster (France-Espagne-Portugal)
- Un jour sur Terre (Earth), de Alastair Fothergill et Mark Linfield (en) (Royaume-Uni-Allemagne)
- Le Casse du siècle (Flawless), de Michael Radford (Royaume-Uni)

## Palmarès

### Prix officiels
- Coquille d'or : Un millier d'années de bonnes prières, de Wayne Wang (États-Unis)
- Prix spécial du jury : Le Cahier, de Hana Makhmalbaf
- Coquille d'Argent du meilleur réalisateur : Nick Broomfield pour Battle for Haditha
- Coquille d'Argent de la meilleure actrice : Blanca Portillo pour Siete mesas de billar francés
- Coquille d'Argent du meilleur acteur : Henry O (en) pour Un millier d'années de bonnes prières
- Prix de la meilleure photographie : Charlie Lam pour Ceot oi kap gei/Exodus
- Prix du meilleur scénario : Gracia Querejeta et Daniel Planell pour Siete mesas de billar francés et John Sayles pour Honeydripper

### Prix non officiels
- Prix des nouveaux réalisateurs : Soul carriage, de Conrad Clark (Chine-Grande-Bretagne)
- Prix Horizons : Les Toilettes du pape, de Luis Enrique Fernández Marta et César Charlone (Uruguay-Brésil-France)
- Prix du public : Caramel, de Nadine Labaki (Liban-France)
- Prix de la jeunesse' : Caramel, de Nadine Labaki (Liban-France)
- Prix des 6e rencontres internationales des écoles de cinéma : Vita de Giacomo, de Luca Governatori (France)
- Coquille d'Or d'honneur à Carlos Saura pour l'ensemble de son œuvre[2].

## Prix Donostia
- Richard Gere
- Liv Ullmann